# Lloyd Arntzen
Lloyd Arntzen (Rosetown, 19 september 1927) is een Canadese jazz-klarinettist, sopraansaxofonist en zanger uit Vancouver. Hij is actief in de New Orleans-jazz.
Arntzen begon op zijn zesde op de viool en tijdens zijn highschool-tijd leerde hij zichzelf klarinet spelen. In 1958 begon hij de Jazz Band Society met het doel musici New Orleans-jazz te leren spelen. Hij organiseerde jazz band-balls, die uiteindelijk leidden tot de oprichting van de 'Hot Jazz Club'. Zijn eerste groep was St. Valentine's Day Massacre, in het begin van de jaren zeventig. Hij is medoprichter van de New Orleans North Traditional Jazz Band, een groep die nog steeds actief is. Hij is lid van onder meer de groep Sweet Papa Lowdown. Met zijn twee zonen en twee kleinzonen nam hij in 2006 een live-cd op. In 2012 kwam zijn band Blackstick eveneens met een album.

## Discografie (selectie)
New Orleans North
- Born 40 Years Too Late